# José Bruyr
José Bruyr (Aiseau, 18 mars 1889-Saint-Germain-en-Laye, 15 décembre 1980) est un poète, musicologue et librettiste belge d'expression française du XXe siècle.

## Biographie
Il est l'un des membres fondateurs de l'Académie Charles-Cros. Il était également membre du comité Claude Debussy à Saint-Germain-en-Laye. Musicographe et expert de critique musical, il a écrit plusieurs ouvrages sur Arthur Honegger, l'opérette, l'histoire de la musique, et sur des compositeurs comme Franz Schubert, Franz Liszt, Johannes Brahms, Jules Massenet, Maurice Ravel, etc. et un très grand nombre d'articles dans des revues musicales francophones, ainsi que des livrets d'opéras. Il a signé un très grand nombre d'entretiens avec des compositeurs dans la revue Le Guide du concert, intitulés "Une heure avec...".
Il connaissait Francis Poulenc, Maurice Ravel, Alfred Cortot, Henri Dutilleux, Olivier Messiaen, les compositeurs belge Marcel Orban et russes Igor Stravinsky et Ivan Wyschnegradsky ainsi que les musicologues Armand Panigel, Jean Roy, Antoine Goléa, Jacques Bourgeois et Léon Vallas. Il était ami avec Georges Fesch, banquier et compositeur franco-belge, père de Jacques Fesch. José Bruyr participa dès ses débuts à l'émission de radio française le Club des amateurs de disques devenue ensuite La Tribune des critiques de disques. Il repose au cimetière ancien de Saint-Germain-en-Laye.

## Ouvrages
- Gérard de Nerval ou Le fol délicieux, Paris, La Renaissance du Livre, 1929, 256 p. (BNF 31884480)
- L'écran des musiciens  (préf. André Cœuroy), Paris, Des Cahiers de France-Au Mercure du Livre, 1930, 126 p. (BNF 31955863) Réunion de quatorze interviews de compositeurs réalisées fin 1929 au domicile des musiciens : Arthur Honegger, Darius Milhaud, Georges Auric, Francis Poulenc, Louis Durey, Georges Migot, Jacques Ibert, Marcel Delannoy, Maurice Jaubert, Pierre-Octave Ferroud, Henri Sauguet, Maxime Jacob, Roland-Manuel, Arthur Hoérée
- La belle histoire de la musique, Paris, Corréa, 1946, 459 p. (BNF 31884475)
- Grétry, Paris, Rieder, coll. « Maîtres de la musique ancienne et moderne », 1931, 92 p. (BNF 31884481)
- L'écran des musiciens (seconde série)  (préf. André Cœuroy), Paris, José Corti, 1933, 140 p. (BNF 42882573) Réunion de quatorze interviews de compositeurs au domicile des musiciens : Serge Prokofiev, Alexandre Tansman, Tibor Harsanyi, Conrad Beck, Bohuslav Martinů, Marcel Mihalovici, Filip Lazăr, Nicolas Nabokov, Germaine Tailleferre, Jean Rivier, Federico Mompou, Igor Markevitch, Olivier Messiaen, Manuel Rosenthal
- Honegger et son œuvre : du scherzo des pièces pour piano (1910) à la symphonie liturgique, Paris, Corréa, coll. « Musique », 1947, 257 p. (BNF 37748440)
- Maurice Ravel ou Le lyrisme et les sortilèges, Paris, Éditions Le Bon Plaisir-Librairie Plon, coll. « Amour de la Musique », 1950, XVIII-243 p. (BNF 31884485) Biographie documentée et sensible à la fois, illustrée de quelques exemples musicaux ; comporte en fin de livre (« En manière d’excuse ou de conclusion », p. 227-232) un entretien avec Édouard Ravel (1878-1960) le frère du compositeur à Levallois et un « Catalogue de l’œuvre ravélien » en collaboration avec Henri Borgeaud, p. 233-239
- Histoire de la musique, Paris, Le Club du livre du mois, coll. « Chefs-d'œuvre d'hier et d'aujourd'hui », 1957, 488 p. (BNF 3188448)
- L'opérette, Paris, PUF, coll. « Que sais-je ? », 1962, 128 p. (BNF 32935223)
- Massenet, Lyon, Éditions et imprimeries du Sud-Est, coll. « Nos amis les musiciens », 1964, 124 p. (BNF 32935221)
- Brahms, Paris, Seuil, coll. « Solfèges », 1965, 192 p. (BNF 32935218)
- Franz Schubert, l'homme et son œuvre, Paris, Seghers, coll. « Musiciens de tous les temps », 1965, 192 p. (BNF 32935220)
- Franz Liszt, Paris, Waleffe, 1966, 208 p. (BNF 32935219)